# Guglielmo Boccanegra

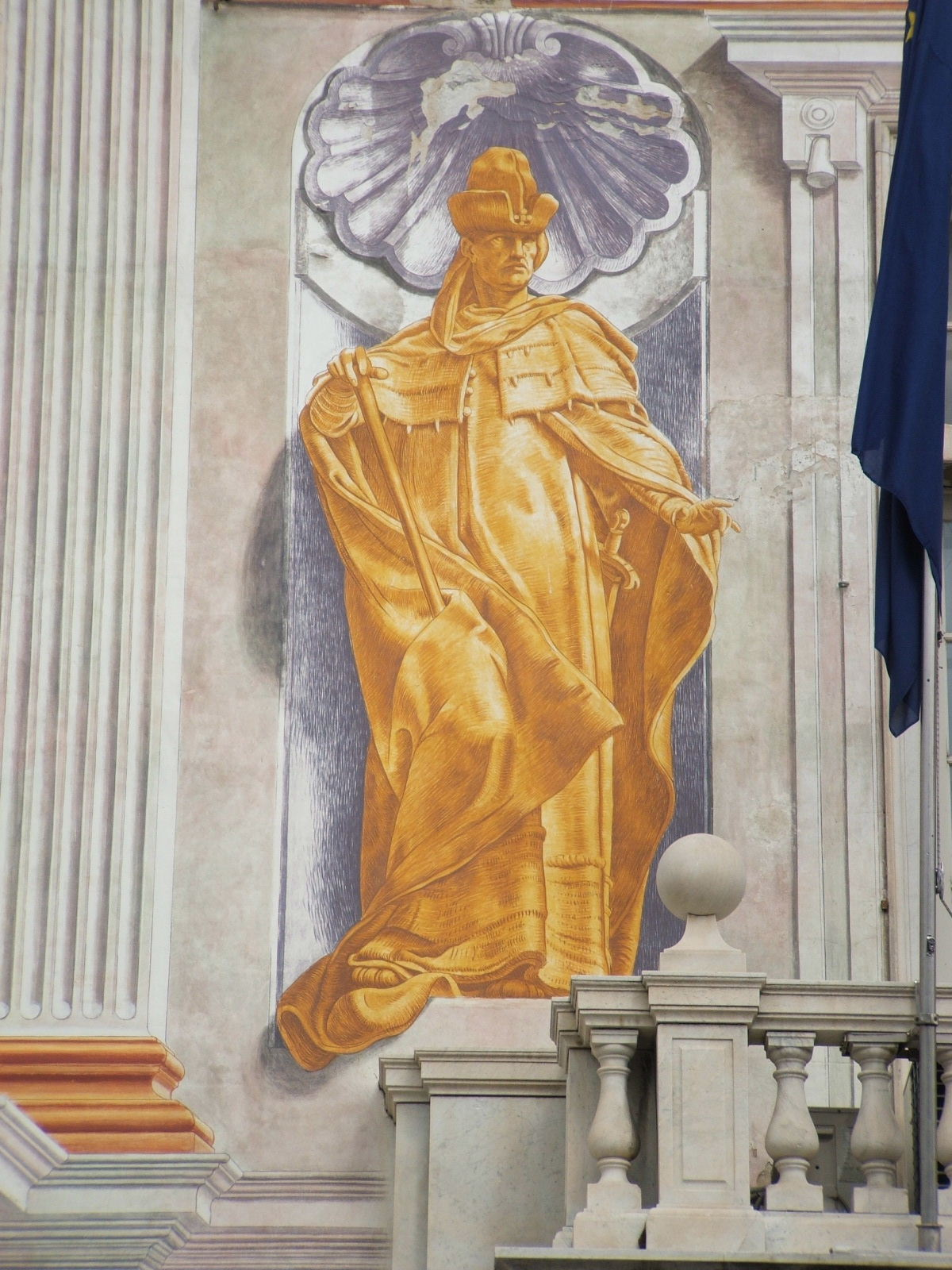
Posible estatua de Guglielmo Boccanegra en el Palazzo San Giorgio de Génova. No está claro que la figura representada sea la de Guglielmo, pero la influencia ejercida por él para efectuar su construcción hacen admisible la idea. Cabe también la posibilidad de que sea Simón Boccanegra.

Guglielmo Boccanegra fue un político y militar genovés y una figura central dentro de la República de Génova. 

## Biografía
Nació en el seno de una familia de mercaderes genoveses, los Boccanegra.
Bajo su influencia, en 1260 se inició la construcción del Palazzo San Giorgio de Génova.

## Tratado de Ninfeo
Boccanegra fue el firmante del Tratado de Ninfeo, realizado en 1261 con Miguel VIII Paleólogo, emperador del Imperio Latino, asegurando así para la República genovesa el monopolio comercial en los mercados orientales. 
Fue defensor de la facción gibelina y es recordado por su lucha contra los abusos de la oligarquía noble y clerical en el poder genovés. Asimismo, inició la construcción de la muralla defensiva.

## Exilio en Francia
Mantuvo el poder por un breve periodo de tiempo, ya que en 1262, tan solo cinco años después de su nombramiento como capitán del pueblo, la facción güelfa reconquistó el poder. Boccanegra entonces debió buscar refugio en Francia, donde es nombrado gobernador de Aigues-Mortes, villa de reciente creación, ocupándose de la fortificación de la localidad y de la construcción de su puerto.